# Velimir Bata Živojinović
Velimir Bata Živojinović (Jagodina, 5. lipnja 1933. – Beograd, 22. svibnja 2016.) bio je srbijanski glumac i političar, jedno od najpoznatijih glumačkih imena na prostoru bivše SFRJ.
Glumio je u više od 250 filmova i TV serija, a slavu je stekao glumeći u partizanskim filmskim spektaklima kao što su Kozara (1962.), Operacija Beograd (1968.), Bitka na Neretvi (1969.), Valter brani Sarajevo (1972.), Sutjeska (1973.), Crveni udar (1974.), Vrhovi Zelengore (1976.) i dr.

## Životopis i karijera
Talent za glumu otkrio je s 15 godina radeći kao scenski djelatnik ili statist u Akademskom kazalištu u Beogradu. Završio je srednje glumačke škole u Nišu i Novom Sadu, nakon čega se iz trećeg pokušaja upisao na Kazališnu akademiju u Beogradu.
Početci Živojinovićevog glumljenja vezani su uz Beogradsko dramsko kazalište, dok se na filmu prvi put pojavio 1955. godine manjom ulogom u filmu Pesma sa Kumbare Radoša Novakovića. Prvu značajniju filmsku ulogu ostvario je 1959. godine u filmu Vlak bez voznog reda Veljka Bulajića. Upravo je Bulajić jedan od redatelja koji će uvelike obilježiti Živojinovićevu kasniju karijeru.
1960-ih i 1970-ih godina Živojinović je ostvario velike uspjehe kroz glavne uloge u partizanskim filmovima. Između ostaloga, odigrao je glavne uloge u Bulajićevim ratnim spektaklima Kozara (1962.) i Bitka na Neretvi (1969.) te u filmu Sutjeska (1973.) Stipe Delića, a koje su mu uloge omogućile ulazak u četverolist najvećih filmskih zvijezda bivše SFRJ, zajedno s Ljubišom Samardžićem, Borisom Dvornikom i Milenom Dravić. Zbog statusa "partizanskog glumca" Živojinović je postao omiljen i kod tadašnje vlasti pa je tako bio blizak osobni prijatelj predsjednika SFRJ Josipa Broza Tita.
Uz Bulajića, drugi redatelj koji je značajnije obilježio Živojinovićevu karijeru je Hajrudin Krvavac, bosanskohercegovački redatelj. Krvavac je režirao četiri uspješna partizanska filma; Diverzanti (1967.), Most (1969.), Valter brani Sarajevo (1972.) i Partizanska eskadrila (1979.), a u koja je sva četiri filma Živojinović igrao glavne uloge. Uloga karizmatičnog sarajevskog ilegalca Valtera i danas se smatra njegovom najpoznatijom ulogom koja ga je učinila iznimno popularnim i u Kini, gdje se i danas toči pivo Valter sa Živojinovićevim likom na etiketi,[nedostaje izvor] dok je Valter brani Sarajevo najgledaniji inozemni film.
Uz uloge u partizanskim filmovima, hrvatska publika ga pamti i po ulozi lugara Marka Labudana u filmu Breza (1967.) Ante Babaje, ekranizaciji istoimene novele Slavka Kolara, a u Srbiji je poznat po filmu Skupljači perja (1967.) Aleksandra Petrovića. 1980-ih godina Živojinović je parodirao svoj imidž akcijskog junaka ulogama u nizu komedija. Procjenjuje se da je glumio u više od 250 filmova i desetak TV serija, što po broju uloga čini njegov opus još nedostignutim na prostoru bivše Jugoslavije.

## Politika
Godine 1990., Bata Živojinović postao je član Socijalističke partije Srbije i bio zastupnik te stranke u srpskoj Narodnoj skupštini do 2003. godine. U jesen 2002. godine, bio je kandidat SPS-a na izborima za predsjednika Srbije, osvojivši nešto više od sto tisuća glasova.

## Privatni život
Bata Živojinović bio je oženjen Julijanom "Lulom" Živojinović s kojom je imao kćer Jelenu i sina Miljka (kojemu je dao ime po pokojnom ocu Veljka Bulajića) te šestero unučadi: Julijanu, Jelisavetu, Obrada (od kćerke), Dinu, Velimira i Milenu (od sina). U ljeto 2012. godine preživio je moždani udar, a iako je u cijeloj bivšoj državi osim u Srbiji postao persona non grata zbog politike, mnogi hrvatski kolege su mu tada pružili podršku.

### (Ne)prijateljstvo s Borisom Dvornikom
Osim po nezaboravnim ulogama, Živojinović je poznat i po svom političkom angažmanu devedesetih te po (ne)prijateljstvu s hrvatskim kolegom Borisom Dvornikom. Za vrijeme postojanja bivše SFRJ njih su dvojica zajedno "pobili više Nijemaca na filmu od svih partizana", a prijateljstvo koje ih je vezivalo izvan kamera mnogi su građani Jugoslavije doživljavali kao simbol srpsko-hrvatskog bratstva i jedinstva. Početkom devedesetih godina, nakon provođenja višestranačkih izbora u svim jugoslavenskim republikama, Živojinović je ušao u beogradsku skupštinu kao zastupnik Miloševićevog SPS-a, dok je Dvornik ušao u HDZ i 1992. godine nakratko postao saborski zastupnik. Nedugo nakon početka rata u Hrvatskoj 1991. godine Dvornik i Živojinović su se odrekli jedan drugoga nizom otvorenih pisama, pri čemu su se obojica zaklinjali da više nikad neće razgovarati. Godine 2004. javljeno je da su se pokušali pomiriti. Nedugo nakon što je Živojinović krajem 2006. godine preživio srčani udar, on i Dvornik ipak su se pomirili putem video linka između Splita i Beograda, a najavljivan je i Dvornikov dolazak u Beograd koji se ipak nije dogodio zbog Dvornikove smrti 2008. godine. Usprskos najavama, Živojinović nije došao u Split na njegov pogreb. Godine 2011., nakon 20 godina šutnje, dao je prvi intervju za hrvatske medije u kojemu je izjavio da nije došao na Dvornikov sprovod "jer su se u Hrvatskoj Srbima bušile gume na autima".[nedostaje izvor]

## Filmografija
- Vlak bez voznog reda kao Duje (1959.)
- Signali nad gradom kao Tošo (1960.)
- Dvostruki obruč kao Pavle (1963.)
- Breza kao Marko Labudan (1967.)
- Most kao Tigar (1969.)
- Valter brani Sarajevo kao Valter (1972.)
- Partizanska eskadrila kao Vuk (1979.)
- Visoki napon kao Čukić (1981.)
- Mala pljačka vlaka kao Todor Strašni (1984.)
- U raljama života kao Trokrilni (1984.)
- Balkanski špijun kao palačinkar (1984.)
- Prokleta je Amerika (1992.)
- Sestre (2011.)